# Landtechnik Vertrieb und Dienstleistungen Bernard Krone
Die Landtechnik Vertrieb und Dienstleistungen Bernard Krone GmbH (kurz: LVD Krone) ist ein Handelsunternehmen für Landtechnik mit Hauptsitz in Spelle, Niedersachsen. Das Unternehmen ist einer der größten privat geführten Landtechnik-Handelsunternehmen in Deutschland und John-Deere-Vertriebspartner.
LVD Krone ist im vollständigen Besitz der Bernard Krone Familienstiftung und gehört als Teil der E.M.S. Retail Holding SE zur Krone Gruppe.

## Geschichte

### Gründung und Entwicklung
Die Geschichte des Unternehmens geht auf einen Schmiede- und Handwerksbetrieb zurück, der im Jahr 1906 gegründet wurde. Ab 1973 wurden neben Traktoren der Hersteller Fendt und Fiat auch John-Deere-Traktoren ins Programm aufgenommen. Seit 1995 ist LVD Krone exklusiver John-Deere-Vertriebspartner. Im Jahr 1977 übernahm Walter Krone die Geschäftsführung im Landmaschinengroßhandel und baute die Handelsabteilung weiter aus. 1978 fanden erstmals die „Krone Gebrauchtmaschinentage“ statt, die sich im Laufe der Jahre zur heutigen LVD Krone Hausmesse entwickelten, die regelmäßig im Frühjahr in Spelle stattfindet. Kontinuierlich erweiterte LVD Krone sein Standortnetz durch die Gründung weiterer Filialen und ist seit 1990 mit der Eröffnung einer Filiale in Sachsen-Anhalt in den neuen Bundesländern vertreten.

### Rechtliche Eigenständigkeit und Wechsel der Geschäftsführung
Seit dem 1. November 1999 firmiert der Krone-Landmaschinengroßhandel offiziell als „Landtechnik Vertrieb und Dienstleistungen Bernard Krone GmbH“. Dieser Schritt fand im Rahmen der rechtlichen Verselbstständigung der Einzelgesellschaften der Krone Gruppe statt. Nachdem Walter Krone im Juni 2001 in den Ruhestand ging, übernahmen Dorothee Renzelmann (geb. Krone) und Ludger Gude die Geschäftsführung des Unternehmens.

### Jüngere Entwicklungen
Seit 2003 vertreibt LVD Krone im unternehmenseigenen Gebrauchtmaschinenzentrum „Agropark“ gebrauchte Landmaschinen. 2015 erfolgte der Umzug der Unternehmenszentrale in den Neubau an der Max-Eyth-Straße in Spelle. In den folgenden Jahren setzte das Handelsunternehmen seinen Expansionskurs fort: 2018 wurde der Landmaschinenhändler Drees Hanse Agrartechnik GmbH & Co. KG mit den beiden Standorten in Altefähr auf Rügen und Groß Bölkow übernommen. Im Jahr 2021 erfolgte die Erweiterung des Vertriebsgebietes Nord in die Region Stormarn (nordwestlich von Alt Mölln) durch die Übernahme der Filiale Sülfeld von dem ehemaligen John Deere Vertriebspartner Busch-Poggensee GmbH. Seit dem 1. Januar 2022 agiert der John Deere Vertriebspartner LVB Steinbrink GmbH unter dem Dach der LVD Krone Holding, firmiert jedoch mit seinen sieben Standorten und 170 Mitarbeitenden weiterhin eigenständig. Durch den Zusammenschluss reicht das Vertriebsgebiet nun von der emsländisch-niederländischen Grenze bis nach Rügen.

## Geschäftsfelder
Neben dem Vertrieb neuer Landtechnik von Herstellern wie John Deere, Krone und Lemken handelt LVD Krone mit Gebrauchtmaschinen. Wartung und Reparatur von Landmaschinen sowie ein Ersatzteilservice sind weiutere Dienstleistungen.
Das Unternehmen ist außerdem im Bereich der Rasen- und Grundstückspflegetechnik sowie Forst- und Kommunaltechnik (Vertrieb und Reparatur) aktiv und bietet Mietoptionen für Landmaschinen an. In diesen Bereichen werden selbstfahrende und teilweise autonome Maschinen von Herstellern wie John Deere und Husqvarna vertrieben sowie Anbaugeräte von Herstellern wie Krpan und Müthing.

## Standorte
Das Unternehmen hat seinen Hauptsitz in Spelle, Niedersachsen. Die LVD Krone Vertriebsgebiete werden in vier Regionen aufgeteilt. Die Region West ist das traditionelle Hausgebiet des Unternehmens und erstreckt sich über das Emsland, die Grafschaft Bentheim und das angrenzende Osnabrücker Land. Nordöstlich von Hamburg beginnt in Schleswig-Holstein das Vertriebsgebiet Nord, welches sich entlang der Ostseeküste durch Mecklenburg-Vorpommern bis auf die Insel Rügen zieht. Die Region Ost liegt westlich von Leipzig in Sachsen-Anhalt und erstreckt sich von Halle (Saale) im Norden bis zum Standort Schmölln, der in Thüringen den südlichsten Punkt markiert. Das Vertriebsgebiet Mitte umfasst die Niederlassungen der LVB Steinbrink GmbH in der Region rund um Hannover sowie in der Lüneburger Heide.